# Mariano Paredes y Arrillaga
José Mariano Epifanio Paredes y Arrillaga (Ciudad de México, 7 de enero de 1797-Ciudad de México, 7 de septiembre de 1849) fue un político y militar conservador mexicano que, tras dar un golpe de Estado en 1845, detentó de manera interina el cargo de presidente de México en 1846. Era  presidente cuando Estados Unidos le declaró la guerra a México. Estuvo al frente del país al principio de la intervención estadounidense en México. Por su recio carácter y severa disciplina, fue considerado como uno de los mayores jefes del ejército mexicano.
Paredes pudo ser juzgado por traición a la patria; pero a nadie le importó que, disponiendo de la mejor división del ejército mexicano, indispensable para enfrentar a Estados Unidos si intentaban invadir México, y asumiendo la debilidad de Herrera como presidente, utilizara las tropas bajo su mando para derrocarlo y apoderarse de la presidencia al grito de "orden y monarquía". Para lograrlo, Paredes convocó a un congreso constituyente que debía organizar el país bajo la forma monárquica de gobierno y en la convocatoria limitó el voto solo a las personas que acreditaran disponer de recursos económicos. El presidente Paredes fue incapaz de organizar la defensa frente a la invasión estadounidense y al sobrevenir las primeras derrotas mexicanas un cuartelazo acabó con su gobierno.

## Primeros años y formación
Mariano Paredes nació en la Ciudad de México, en aquel tiempo capital del virreinato de la Nueva España, el 7 de enero de 1797. Fue el quinto de nueve hijos concebidos en el matrimonio del español Francisco Xavier Paredes Fernández-Rochel y la mexicana María Josefa Arrillaga Larrión, quienes se casaron el 4 de junio de 1790. 
A principios de 1791, tras nueve meses de matrimonio, la pareja tuvo su primer hijo, José María. Dos años después nació María Loreto, en 1795 Mariano José, un año después siguió José Joaquín, en 1797 nació el futuro presidente de México, que fue bautizado el 10 de abril de 1798; a fines de 1799 vino el nacimiento de José Luis, en 1803 nació María Juana, en 1805 Carlos Agustín y el 26 de octubre de 1808 el hermano menor, Agustín José Paredes y Arrillaga. 
La familia Paredes y Arrillaga se estableció en la Ciudad de México, donde el patriarca era Oficial Mayor en el Ayuntamiento de la ciudad. Mariano Paredes recibió instrucción particular en su casa y estudió en la Amiga (como se conocía a las escuelitas de párvulos), donde aprendió a leer y a escribir. Como muchos jóvenes de su época, a los quince años de edad Mariano tomó la carrera de las armas enlistándose en el ejército realista como cadete de infantería el 6 de enero de 1812.

## Carrera militar y política
Al lado del ejército realista, durante la guerra de Independencia, Paredes participó en 22 acciones militares en contra del movimiento insurgente. Fue arrestado por criticar y no mostrar lealtad al rey Fernando VII y fue exiliado en España. Sin embargo, logró huir y se mantuvo en México. Se unió al Ejército Trigarante, donde participó en otras 11 acciones militares. Apoyó la promulgación del Plan de Iguala y le tocó secundarlo en Zitácuaro; participó entonces en varias acciones de guerra en las que demostró su valor. En alguna de ellas obtuvo una condecoración con la divisa «30 contra 400». En junio de 1821, a las órdenes del imperio de Iturbide, Paredes recibe el cargo de teniente coronel. El 11 de febrero de 1823, siendo mayor de la plaza de Puebla, se pronunció en contra del imperio de Agustín de Iturbide y secundó el Plan de Casa Mata, siguiendo el liderazgo de Antonio López de Santa Anna, pero al poco tiempo cambió de parecer y se separó de este. 
Siguió con su carrera militar, fue designado mayor de México y comandante general de San Luis Potosí, Sonora y Jalisco. En abril de 1826, siendo comandante de Jalisco, Paredes se casa con una dama tapatía de rica y respetable familia Josefa Cortés (1810-1880), tuvieron siete hijos. El 21 de diciembre de 1829 se vuelve a levantar en armas, esta vez en Guadalajara apoyando a Anastasio Bustamante en el Plan de Jalapa para derrocar al presidente Vicente Guerrero. Bustamante asumió el poder el 1 de enero siguiente. En 1832 Paredes fue ascendido a general de brigada. Ingresó en el ámbito político en 1835; ocupó brevemente en diciembre de 1838 la secretaría de guerra en la administración de Bustamante y en 1839 ayudó al gobernador de Jalisco Antonio Escobedo a reprimir la rebelión federalista del 18 de mayo. El 8 de agosto de 1841, Paredes encabezó una revuelta contra el gobierno de Bustamante, a quien acusó de no luchar para recuperar Texas y ceder a la invasión francesa en la Guerra de los Pasteles. Junto con Santa Anna y otros rebeldes; Paredes obligó a Bustamante a dimitir su cargo. Este lo hizo, Francisco Javier Echeverría fue elegido presidente interino y tres semanas después, Santa Anna ocupó la presidencia.
Paredes no figuró en el gabinete santanista, por lo cual sintió que no había sido suficientemente recompensado por su apoyo y servicios prestados. Fuerte adepto santanista antes de esta situación, retiró prontamente su apoyo a la causa del general Santa Anna. Paredes fue Gobernador de Jalisco del 3 de noviembre de 1841 al 28 de enero de 1843. Luego, ostentó el cargo de gobernador del Departamento de México del 6 al 8 de marzo de 1843. En octubre del mismo año, en Celaya dejó de reconocer como presidente al general Santa Anna, quien también perdió el apoyo de diversos sectores y el Congreso optó por designar presidente a José Joaquín de Herrera en lugar de Paredes en 1844.

## Golpe de Estado (1845)
Cuando la guerra entre México y Estados Unidos se hizo inminente, en 1845 a Paredes se le encomienda la defensa del país y es puesto al mando de una tropa de 6000 hombres. Llegó hasta San Luis Potosí, donde alegando la falta de parque y otros suministros de guerra, regresó a la Ciudad de México en diciembre de 1845 y con la ayuda de sus tropas, derrocó al presidente Herrera y lo obligó a dimitir su cargo. El 30 de diciembre de 1845 el general Gabriel Valencia, a cargo de la guarnición de la Ciudad de México, presionó a José Joaquín de Herrera, quien renunció ante el Congreso. Gabriel Valencia se pronunció a favor de Paredes, quien entró victorioso a la Ciudad de México el 31 de diciembre y fue nombrado presidente interino de México por una Junta de Notables que él había formado a partir de los jefes de los departamentos gubernamentales el 3 de enero de 1846.

## Presidencia (1846)
El 1 de enero de 1846 el estado de Yucatán declaró su independencia de México y su neutralidad en la guerra con los Estados Unidos. El general Pedro Ampudia fue derrotado por las tropas estadounidenses bajo el mando de Zachary Taylor en el Frontón de Santa Isabel el 5 de marzo de 1846. Ampudia fue sustituido por Mariano Arista, a quien Taylor derrotó primero en Matamoros y luego en Monterrey. Mientras tanto, el coronel Stephen Kearny tomó Santa Fe, Nuevo México y se dirigió hacia el oeste para tomar San Diego y Los Ángeles. El 12 de junio de 1846, Paredes fue oficialmente elegido presidente por el Congreso. Eligió como vicepresidente a Nicolás Bravo. El 20 de junio Paredes fue nombrado comandante del ejército mexicano. Su administración siguió hasta el 28 de julio de 1846, cuando dejó el gobierno en manos de Bravo para salir a combatir al enemigo. 
El país estaba en total bancarrota política, moral y económica cuando Paredes decidió ir a hacer frente a las tropas. El presidente Paredes pensaba que la mejor forma de salvar a México era convertirlo en una monarquía con un soberano español. Un partido monárquico se organizó en la Ciudad de México a favor de Enrique de Borbón, primo y cuñado de la reina de España. En oposición a esto, estalló una revuelta en Jalisco al mando del general José María Yáñez el 21 de mayo y otra en agosto en la capital al mando de José Mariano Salas.
En los seis meses que duró su gobierno, Paredes se debatió en una incertidumbre y contradicción constante, asegurando tanto a monarquistas como a republicanos que estaba con ellos. Por esto, esta actitud no fue de lo más adecuada para enfrentar a Estados Unidos. Ingenuamente, Mariano Paredes supuso que el gobierno de James K. Polk no se iba a lanzar a la guerra con motivo de la anexión de Texas. Salas depuso a Paredes, reivindicó el sistema federal el 6 de agosto, se proclamó el retorno de Santa Anna y la convocatoria de un congreso constituyente.
El proyecto monárquico no prosperó, pues Paredes fue incapaz de enfrentar el reto de defender el país de la invasión estadounidense. El ejército Mexicano fue derrotado en las dos primeras batallas de la guerra, y el descontento se apoderó de los mandos militares. Un nuevo cuartelazo, promovido por los federalistas, derribo a Paredes.

## Últimos años y muerte
Paredes logró huir, pero fue arrestado. En octubre de ese mismo año es exiliado a Francia. Regresó a México en 1848, para oponerse al Tratado de Guadalupe-Hidalgo que terminó la guerra con Estados Unidos; uniéndose al padre Celedonio Doménico Jarauta y al liberal Manuel Doblado, pero fueron derrotados en Guanajuato por Bustamante el 18 de julio de 1848. Fue exiliado de nuevo, pero fue incluido en una amnistía general en abril de 1849. Regresó a México; Jarauta fue fusilado y él fue confinado a un convento en la Ciudad de México, donde murió en la pobreza el 7 de septiembre de 1849 a los 52 años de edad.